# Paul Ackerley
Paul Douglas Ackerley (Christchurch, 16 mei 1949 - Wellington, 3 mei 2011) was een hockeyer uit Nieuw-Zeeland. 
Met de Nieuw-Zeelandse ploeg nam won Ackerley tijdens de spelen van 1976 de gouden medaille. 
Ackerley was gedurende zes jaar bondscoach van de Nieuw-Zeelandse vrouwenhockeyploeg.

## Erelijst
- 1976 –  Olympische Spelen in Montreal